# مارتين توفار

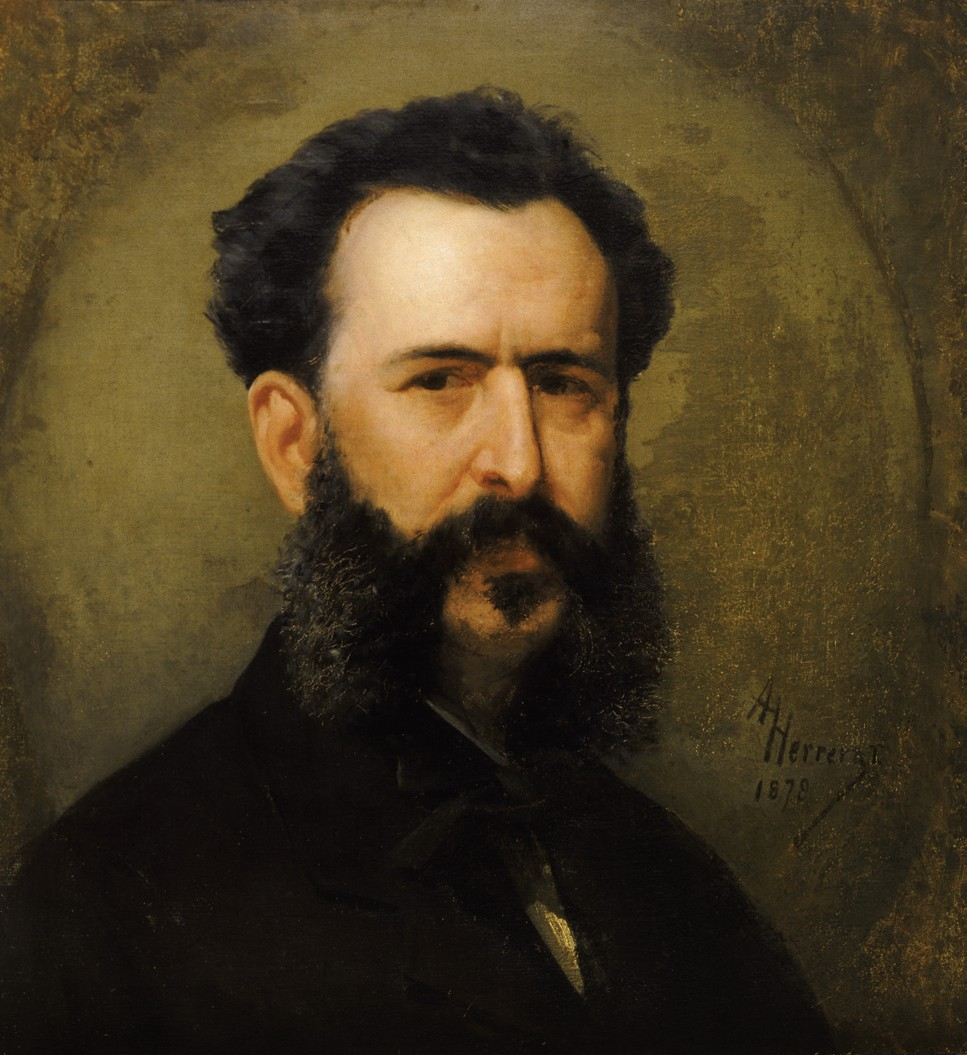
مارتين توفار بورتريه بواسطة أنطونيو هيريرا تورو (1878)

مارتين توفار (10 فبراير 1827 - 17 ديسمبر 1902) كان رسامًا فنزويليًا، اشتهر بلوحاته ومشاهده التاريخية.

## سيرة شخصية
ولد توفار وتوفي في كاراكاس. كان والده أنطونيو ماريا توفار (1791-1860) مسؤولًا سابقًا في الحكومة الإسبانية تقاعد بعد إصابته برصاصة خطيرة أثناء حرب الاستقلال. والدته، داميانا توفار ليندو (1805-1844)، من كاراكاس. كانت الأسرة تعيش في المنفى في بورتوريكو، لكنها عادت إلى فنزويلا مباشرة قبل ولادة توفار.
تلقى دروسه الأولى من سيليستينو مارتينيز الذي أصبح، في سن التاسعة عشرة، مدربًا في «أكاديميا دي ديبوجو» (أكاديمية الرسم). في وقت لاحق، درس توفار في الأكاديمية نفسها مع أنطونيو خوسيه كارانزا وفي كلية لاباز مع كارميلو فرنانديز. في عام 1844، انضم إلى فرنانديز وفنانين آخرين للحصول على ورشة طباعة حجرية يملكها مهاجرون ألمان.

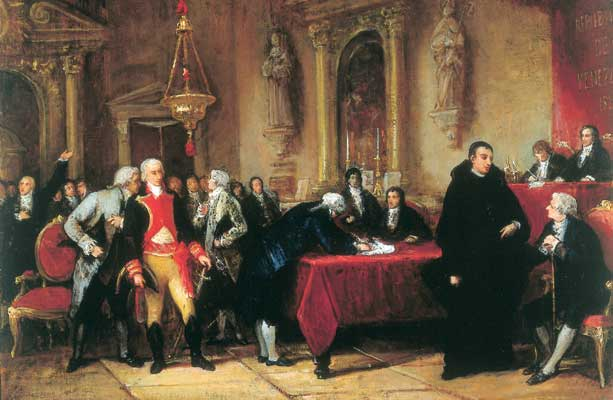
تصور لتوقيع إعلان الاستقلال الفنزويلي

في عام 1850، سافر إلى إسبانيا وسجل في الأكاديمية الملكية للفنون الجميلة بسان فرناندو في مدريد. هناك، درس مع خوسيه دي مادرازو وابنه فيديريكو دي مادرازو، من بين آخرين. في عام 1851، افتتح متجرًا باسم «التصوير الفني لمارتن توفار إي توفار»، وأصبح أحد المصورين الرائدين في بلاده. في عام 1852، انتقل إلى باريس ووجد منصبًا في ورشة ليون كونييت.  بعد ثلاث سنوات، عاد إلى فنزويلا، لكنه بقي لمدة عام واحد فقط قبل أن يعود إلى باريس لنسخ لوحات كبار الفنانين، بهدف استخدامها لإنشاء متحف وطني في كاراكاس. تم قبول اقتراحه، لكن نقص الأموال حال دون تحقيقه. 
واصل التركيز على الصور الشخصية، ومع ذلك، شارك في العديد من المعارض، بما في ذلك المعرض الدولي (1867) في باريس. بعد ذلك بعامين، تم تعيينه مديرًا لـ «كلية الفنون الجميلة» في كاراكاس.  في عام 1872، عرض لوحات في المعرض السنوي الأول للفنون التشكيلية الفنزويلية، الذي نظمه المستكشفان جيمس مودي سبينس (1836-1878)  وأنطون غورينغ (الذي كان أيضًا رسامًا).
في عام 1873، حصل على أكبر عمولة له؛ رسم 30 صورة لأبطال من حرب الاستقلال وشخصيات عامة أخرى للغرفة البيضاوية في القصر التشريعي الاتحادي،  وهو مشروع سيشغله لمدة عامين. في عام 1881، حصل على تفويض آخر من الرئيس أنطونيو جوزمان بلانكو؛ للوحة كبيرة تصور توقيع إعلان الاستقلال الفنزويلي، وكذلك للغرفة البيضاوية. قُدم العمل في «المعرض الوطني لفنزويلا» عام 1883 وحصل على ميدالية ذهبية.  أدى ذلك إلى مزيد من اللجان لتصوير معارك كارابوبو، بوياكا، جونين وأياكوتشو. بعد البحث ورسم مواقع المعارك، أنشأ ورشة عمل في باريس، احتفظ بها من عام 1887 إلى أواخر تسعينيات القرن التاسع عشر، حيث كان يتنقل بين باريس وكراكاس ويرسم المزيد من الصور الشخصية بالإضافة إلى مشاهد المعارك. كان قد أنهى ثلاث معارك فقط عندما توفي عام 1902. أكمل أنطونيو هيريرا تورو معركة أيوكوتشو باستخدام دراسات توفار. 

## صور مختارة

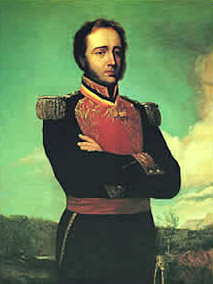
جريجور ماكجريجور
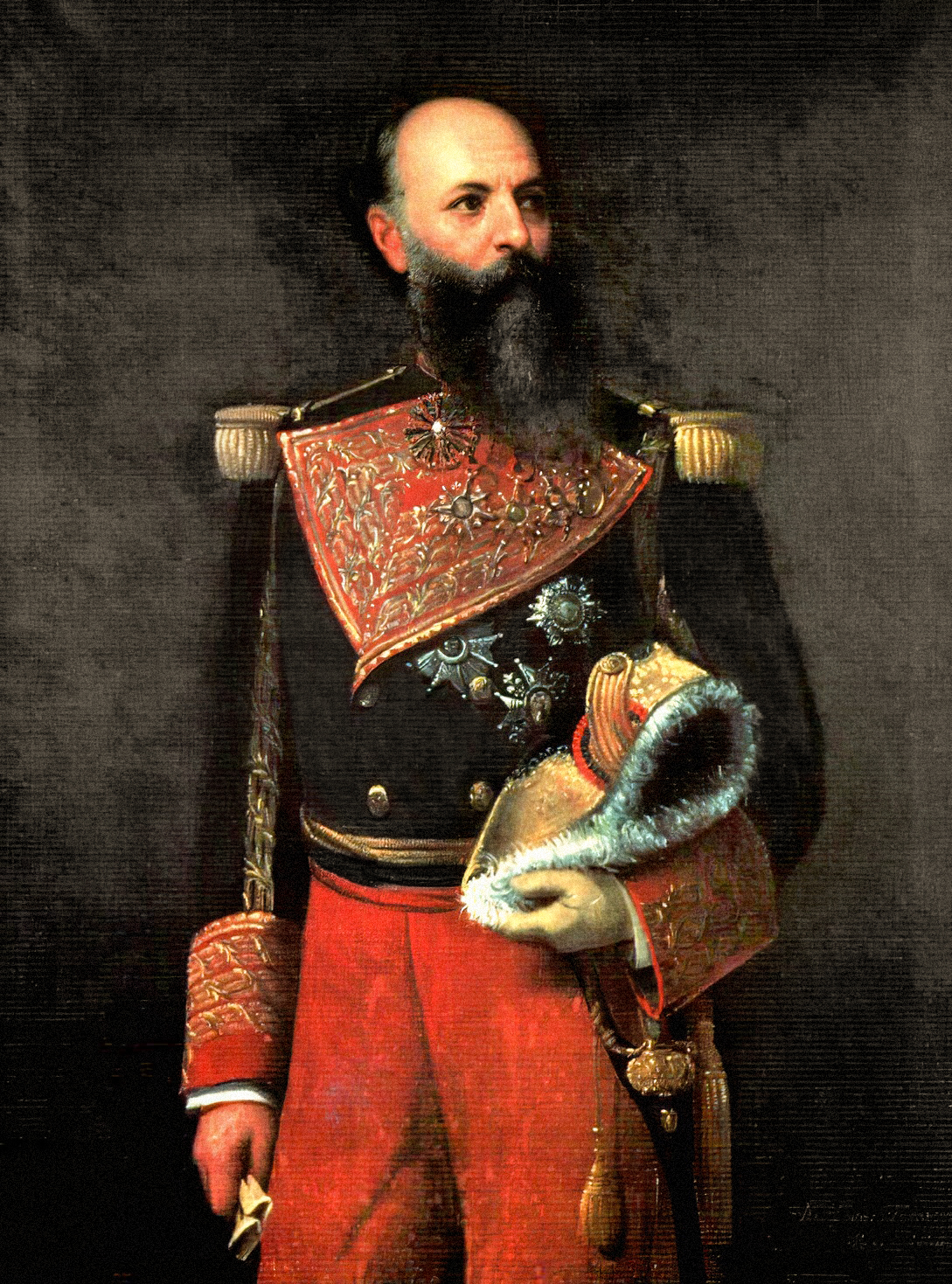
أنطونيو جوزمان بلانكو
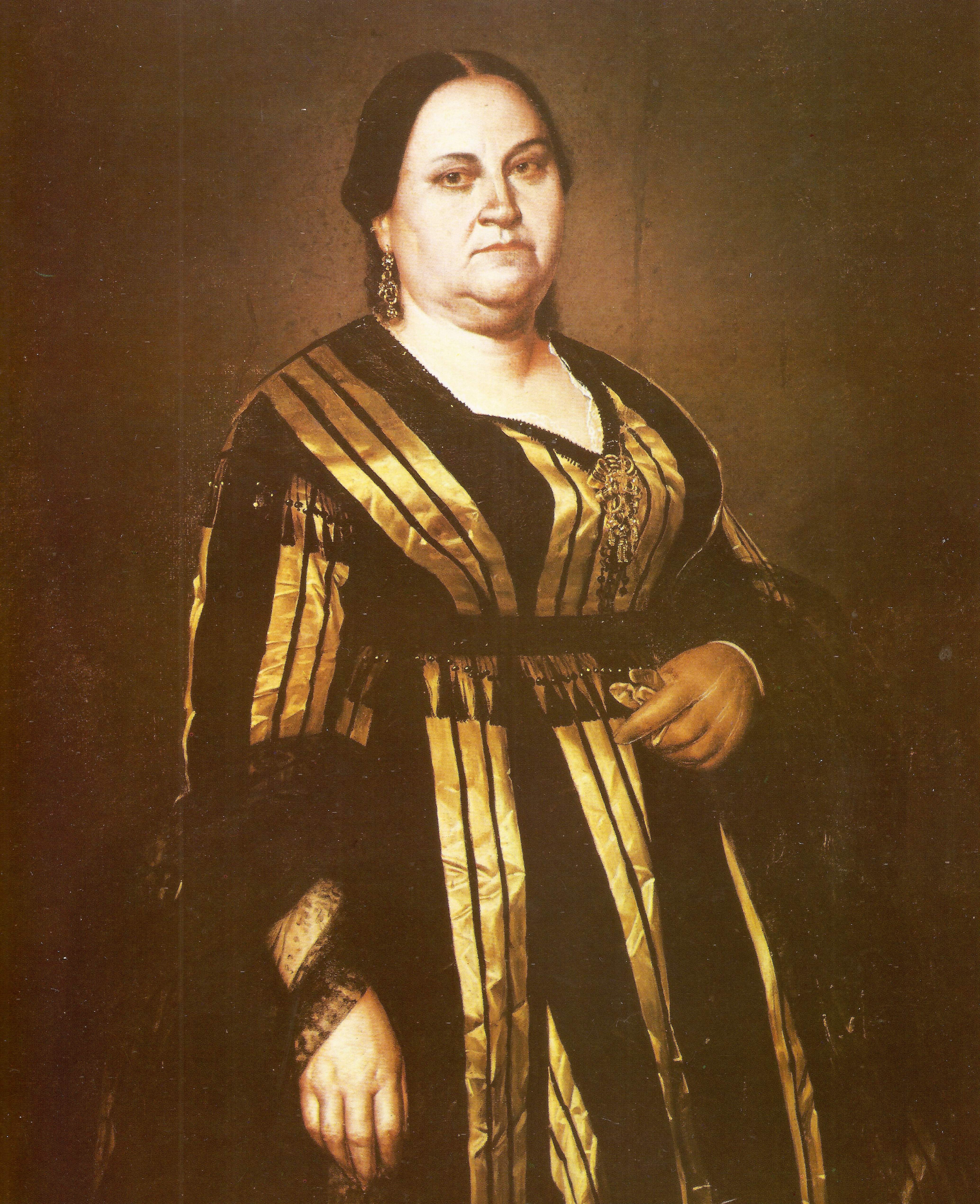
والدة غوزمان، كارلوتا
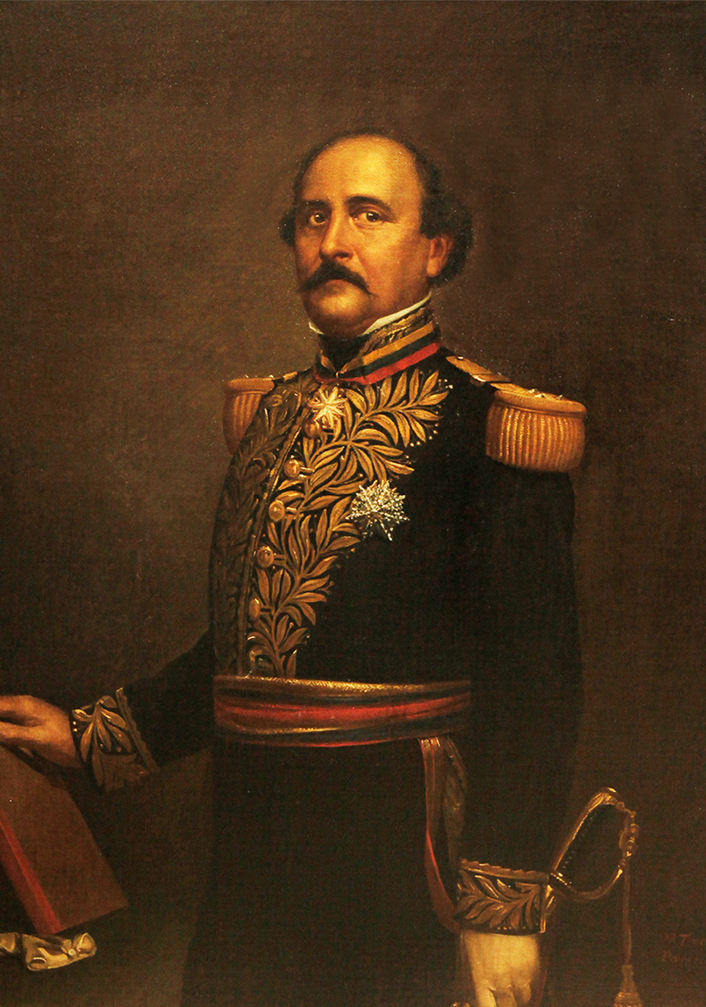
خوان كريسوستومو فالكون
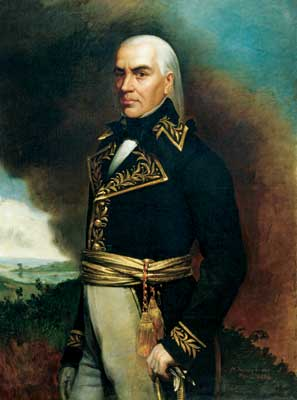
فرانسيسكو دي ميراندا

## روابط خارجية
- Escuela de Artes Plásticas "Martín Tovar y Tovar"